# Sheila Fischman
Sheila Leah Fischman (Moose Jaw, Saskatchewan, 1 de diciembre de 1937) es una traductora canadiense especializada en la traducción de obras de literatura contemporánea quebequesas del francés al inglés.
Nació en Moose Jaw, Saskatchewan, se crio en Ontario y actualmente vive en Montreal (Canadá). Tiene un máster en Antropología por la Universidad de Toronto. Fischman estuvo a cargo de la sección literaria del Montreal Star, trabajó como columnista para The Globe and Mail y la Montreal Gazette y trabajo de locutora en CBC Radio-Canada. Además, es miembro fundador de la Asociación de Traductores Literarios de Canadá (Association des traducteurs et traductrices littéraires du Canada) y editora y cofundadora de Ellipse: Œuvres en traduction/Writers in Translation junto con D.C. Jones, Richard Giguère y Joseph Bonenfant.

## Obras
Fischman ha traducido casi 150 novelas quebequesas del francés al inglés. Entre otros, ha traducido autores célebres de Quebec como Michel Tremblay, Hubert Aquin, Jacques Poulin, Suzanne Jacob, Anne Hébert, Marie-Claire Blais, Roch Carrier, Yves Beauchemin, Kim Thúy, Dominique Fortier y François Gravel.

## Premios recibidos
Desde 1987, Fischman ha sido nominada en 14 ocasiones para uno de los premios más prestigiosos de Canadá, el premio del Gobernador General a la Traducción (Governor General's Award for Translation), que recibió en 1998 por Bambi and Me, su traducción de Les vues animés de Michel Tremblay. 
Ha ganado dos veces el Premio del Consejo de Canadá para la Traducción (en 1974 y 1984) y en otras dos ocasiones el Premio Félix-Antoine Savard otorgado por el Centro de Traducción de la Universidad de Columbia por Heartbreaks Along the Road de Roch Carrier (1989) y The first Garden de Anne Hébert (1990).
Su traducción de The Perfect Circle de Pascale Quiviger fue finalista en el Premio Scotiabank Giller en 2006 y su traducción de Am I Disturbing You  de Anne Hébert fue finalista en el mismo certamen en el año 2000. 
Cuatro de las traducciones de Fischman han sido seleccionadas para Canada Reads, el programa de lectura de la CBC: Next Episode de Hubert Aquin en 2003; Volkswagen Blues de Jacques Poulin en 2005; The Fat Woman Next Door is Pregnant de Michel Tremblay en 2009; y Ru de Kim Thúy en 2015. Sus traducciones ganaron el concurso en 2003 y 2015.
En reconocimiento a su trabajo, Fischman ha sido investida doctor honoris causa por la Universidad de Ottawa y la Universidad de Waterloo. En el 2000, recibió el honor de la Orden de Canadá y, en 2008, se convirtió en Caballero de la Orden Nacional de Quebec. Ganó el Premio Thomas Henry Pentland Molson, del Consejo para las artes de Canadá, en 2008.